# Liste des médaillés paralympiques en aviron
Cet article dresse la liste des médaillés paralympiques en aviron depuis l’inscription de la discipline en 2008.

## Liste des médaillés

### Skiff masculin
| Édition                        | Or                       | Argent                   | Bronze                  |
| Pékin 2008                     | Tom Aggar (GBR)          | Oleksandr Petrenko (UKR) | Eli Nawi (UKR)          |
| Londres 2012                   | Cheng Huang (CHN)        | Erik Horrie (AUS)        | Aleksey Chuvashev (RUS) |
| Rio de Janeiro 2016            | Roman Polianskyi (UKR)   | Erik Horrie (AUS)        | Tom Aggar (GBR)         |
| Tokyo 2020                     | Roman Polianskyi (UKR)   | Erik Horrie (AUS)        | Renê Pereira (BRA)      |
| Paris 2024 résultats détaillés | Benjamin Pritchard (GBR) | Roman Polianskyi (UKR)   | Erik Horrie (AUS)       |

### Skiff féminin
| Édition                        | Or                     | Argent                 | Bronze                 |
| Pékin 2008                     | Helene Raynsford (GBR) | Liudmila Vauchok (BLR) | Laura Schwanger (USA)  |
| Londres 2012                   | Alla Lysenko (UKR)     | Nathalie Benoit (FRA)  | Liudmila Vauchok (BLR) |
| Rio de Janeiro 2016            | Rachel Morris (GBR)    | Wang Lili (CHN)        | Moran Samuel (ISR)     |
| Tokyo 2020                     | Birgit Skarstein (NOR) | Moran Samuel (ISR)     | Nathalie Benoit (FRA)  |
| Paris 2024 résultats détaillés | Moran Samuel (ISR)     | Birgit Skarstein (NOR) | Nathalie Benoit (FRA)  |

### Deux de couple PR2
| Édition                           | Or                                               | Argent                                       | Bronze                                  |
| Deux de couple (catégorie unique) |                                                  |                                              |                                         |
| Pékin 2008                        | Chine Zhou Yangjing Shan Zilong                  | Australie John Maclean Kathryn Ross          | Brésil Elton Santana Josiane Lima       |
| Londres 2012                      | Chine Xiaoxian Lou Tianming Fei                  | France Perle Bouge Stéphane Tardieu          | États-Unis Oksana Masters Rob Jones     |
| Rio de Janeiro 2016               | Grande-Bretagne Lauren Rowles Laurence Whiteley  | Chine Liu Shuang Fei Tianming                | France Perle Bouge Stéphane Tardieu     |
| Tokyo 2020                        | Grande-Bretagne Laurence Whiteley Lauren Rowles  | Pays-Bas Annika van der Meer Corne de Koning | Chine Liu Shuang Jiang Jijian           |
| Deux de couple PR2                |                                                  |                                              |                                         |
| Paris 2024 résultats détaillés    | Grande-Bretagne- Lauren Rowles - Gregg Stevenson | Chine- Liu Shuang - Jiang Jijian             | Israël- Shahar Milfelder - Saleh Shahin |

### Deux de couple PR3
| Édition                        | Or                                       | Argent                                           | Bronze                                    |
| Paris 2024 résultats détaillés | Australie- Nikki Ayers - Jed Altschwager | Grande-Bretagne- Annabel Caddick - Samuel Murray | Allemagne- Hermine Krumbein - Jan Helmich |

### Quatre barré
| Édition                        | Or | Argent | Bronze                                                                                                 |
| Pékin 2008                     | Italie Paola Protopapa Luca Agoletto Daniele Signore Graziana Saccocci Barreur : Alessandro Franzetti     | Grande-Bretagne Emma Preuschl Tracy Tackett Jesse Karmazin Jamie Dean Barreur : Simona Chin               | États-Unis Vicki Hansford Naomi Riches Alastair McKean James Morgan Barreur : Alan Sherman             |
| Londres 2012                   | Grande-Bretagne Pamela Relph Naomi Riches David Smith James Roe Barreur : Lily van den Broecke            | Allemagne Anke Molkenthin Astrid Hengsbach Tino Kolitscher Kai Kruse Barreur : Katrin Splitt              | Ukraine Andrii Stelmakh Kateryna Morozova Olena Pukhaieva Denys Sobol Barreur : Volodymyr Kozlov       |
| Rio de Janeiro 2016            | Grande-Bretagne Pamela Relph Grace Clough Daniel Brown James Fox Barreur : Oliver James                   | États-Unis Jaclyn Smith Danielle Hansen Zachary Burns Dorian Weber Barreur : Jennifer Sichel              | Canada Victoria Nolan Meghan Montgomery Andrew Todd Curtis Halladay Barreur : Kristen Kit              |
| Tokyo 2020                     | Grande-Bretagne Ellen Buttrick Giedrė Rakauskaitė James Fox Oliver Stanhope Barreur : Erin Kennedy        | États-Unis Allie Reilly Danielle Hansen Charley Nordin John Tanguay Barreur : Karen Petrik                | France Erika Sauzeau Antoine Jesel Remy Taranto Margot Boulet Barreur : Robin Le Barreau               |
| Paris 2024 résultats détaillés | Grande-Bretagne- Francesca Allen - Giedrė Rakauskaitė - Josh O'Brien - Ed Fuller - Barreur : Erin Kennedy | États-Unis- Skylar Dahl - Gemma Wollenschlaeger - Alex Flynn - Ben Washburne - Barreur : Emelie Eldracher | France- Candyce Chafa - Remy Taranto - Grégoire Bireau - Margot Boulet - Barreur : Émilie Acquistapace |